# Boutenac
Boutenac é uma comuna francesa na região administrativa de Occitânia, no departamento de Aude. Estende-se por uma área de 22,96 km². Em 2010 a comuna tinha 740 habitantes (densidade: 32,2 hab./km²).